# Martin H:son Holmdahl
Svante Martin Henriksson Holmdahl, född 10 juni 1923 i Annedals församling i Göteborg, död 11 mars 2015 i Uppsala, var svensk läkare och professor i anestesiologi.
Holmdahl blev 1950 medicine licentiat vid Uppsala universitet och 1956 medicine doktor på avhandlingen Pulmonary uptake of oxygen, acid-base metabolism, and circulation during prolonged apnoea. Han blev 1965 professor i anestesiologi vid Uppsala universitet. Han var inspektor för Göteborgs nation i Uppsala under 1970- och 1980-talet. Han var Uppsala universitets rektor 1978–1989 och blev emeritus sistnämnda år. Holmdahl invaldes 1964 som ledamot av Kungliga Vetenskapssamhället i Uppsala.
Holmdahl var en av pionjärerna att införa systemet med Apgarpoäng i Sverige i början av 1960-talet. Han presenterade Apgarskalan och lyfte fram övertrycksandning genom ansiktsmask eller endotrakealtub som enda metod som höll måttet och han raljerade över obevisade teorier. "När man bedömer dessa (tidigare) teknikers kliniska effekter... bör man betänka att den nyfödde har en stark livsvilja som många gånger segrat över s. k. återupplivningsmetoder." Holmdahl ansåg att tekniska svårigheter inte kunde, som ofta gjorts och fortfarande gjordes, anföras som argument för att inte använda de bästa metoderna. Man borde se till att tekniska färdigheter förvärvats av all personal och att erforderlig utrustning anskaffats. Rutinmässigt används i Sverige i dag Apgarpoäng och "mask och blåsa" vid assistans till nyfödda med lätta till måttliga andningssvårigheter. 
Martin H:son Holmdahl var brorson till Gustav, Otto och David Holmdahl, sonson till Svante Holmdahl samt sondotters dotterson till Carl David Lundström. Han var gift med Barbro Holmdahl. Makarna är begravna i hans familjegrav på Uppsala gamla kyrkogård.